# Tara Lipinski
Tara Kristen Lipinski (Philadelphia, 10. lipnja 1982.) je bivša američka natjecateljica u umjetničkom klizanju, glumica i sportska komentatorica. Bila je olimpijska prvakinja 1998., prvakinja svijeta 1997., dvostruka prvakinja finala serije prvaka 1997. (1997. – 1998.) i prvakinja SAD-a 1997. Najmlađa je osoba koja je osvojila Svjetsko prvenstvo, s 14 godina, 9 mjeseci i 10 dana.
Tara Lipinski rođena je 10. lipnja 1982. u Philadelphiji u Pennsylvaniji u SAD-u kao jedino dijete Patricie (Brozyniak) i izvršnog direktora i odvjetnika za naftu Jacka Lipinskog. Najranije godine provela je u Seoulu, New Jersey. Njeni djed i baka rođeni su u Poljskoj.
Kad je Lipinski imala 2 godine, dok je gledala Ljetne olimpijske igre 1984., stajala je na plastičnoj posudi i pretvarala se da je dobitnica zlatne medalje. U trećoj godini počela je voziti koturaljke; a kad je imala 9 godina, postala je prvakinja države u svojoj dobnoj skupini. Studirala je na Sveučilištu Delaware. Godine 1991. njezin je otac unaprijeđen na poslu, a obitelj se preselila u Sugar Land, Teksas, blizu Houstona. Trenirala je u Galeriji Houston, trgovačkom centru s javnim klizalištem. Dvije godine kasnije, 1993., njezin je otac ostao u Teksasu kako bi uzdržavao obitelj, a Lipinski i njezina majka vratile su se u Delaware, kako bi tamo nastavile s trenerom Jeffom Digregoriom, koji je s njom radio tri godine prije nego što su se preselili u Teksas. Godine 1995. Lipinski i njezina majka preselili su se u Bloomfield, Michigan, kako bi trenirali s trenerom Richardom Callahanom u Klizačkom klubu u Detroitu. 
Pobijedila je na svakom natjecanju u umjetničkom klizanju na kojem je nastupila. Prestala se natjecati 1998. godine, a prestala je klizati 2002. godine. Do tada je imala preko 300 nastupa uživo. Komentirala je umjetničko klizanje na televiziji na dvjema Olimpijskim igrama. Glumila je u desetak američkih tv-serija. Katoličke je vjere.